# Showtime (álbum de Ángel & Khriz)
Showtime (en español: Hora del Espectáculo) es el segundo álbum de estudio del dúo de reguetón puertorriqueño Ángel & Khriz. Fue publicado el 11 de marzo de 2008 bajo los sellos discográficos Machete Music y VI Music, siendo distribuido por Universal Music Latino.
Contiene quince canciones en la edición estándar, con una canción extra para otros formatos, «La Vecina (Salsa)» para las ediciones digitales y «Carita de Ángel» para las ediciones físicas. El álbum tuvo la producción musical a cargo de Juan Santana, además de las colaboraciones de Zion, Gocho, John Eric y el dúo Montana & Mora.

## Contexto
Luego de meses promocionando Los MVP y su edición especial en países como Estados Unidos y México, el dúo confirmaba haber cumplido su contrato con Luar Music, mientras ajustaban los últimos detalles para ser firmados por otra casa discográfica. Luego de participar en el álbum de varios artistas Invasión con la canción «Carita de ángel», filmaron un vídeo promocional en España, donde comentaron sus planes iniciales de publicar su álbum dentro del mismo año. Durante una conversación con People en Español, a finales de diciembre, confirmaron la publicación de Showtime para marzo de 2008.

## Producción
El dúo comenta que el álbum contiene varios elementos musicales y una sensación de madurez. Según sus palabras, “tenemos merengue, bachata, salsa, guitarras acústicas, eléctricas”. El sencillo introductorio, «La vecina», fue notado por los sonidos más eclécticos de trompetas y guitarras sobre el beat de reguetón.

## Promoción
Debido al éxito del sencillo «La vecina», hicieron múltiples tours por Europa y Estados Unidos. Varias canciones de este álbum, como «Na de na», «Pa'l Barrio» y «Muévela» aparecieron en distintos medios, como juegos y películas. «Na de na» formó parte de la banda sonora del contenido descargable del juego Grand Theft Auto IV: The Ballad of Gay Tony, como la edición posterior Episodes From Liberty City. «Pa'l Barrio» se puede escuchar en un segmento de la película Talento de Barrio, mientras que «Muévela» apareció en una escena de la película Fast & Furious de 2009.

## Lista de canciones

### Estándar
| N.º   | Título                             | Productor(es)                           | Duración |  |
| 1.    | «Intro»                            | Santana · Barbosa                       | 1:06     |  |
| 2.    | «Que nos vean»                     | Nely · Tainy                            | 3:33     |  |
| 3.    | «La vecina»                        | Santana · Barbosa                       | 3:09     |  |
| 4.    | «Showtime» (con Zion)              | Walde · Junito                          | 3:36     |  |
| 5.    | «Muévela»                          | Diesel                                  | 3:46     |  |
| 6.    | «Juguete»                          | Nely                                    | 3:20     |  |
| 7.    | «Tu aroma»                         | Santana                                 | 3:19     |  |
| 8.    | «Na de Na» (con Gocho y John Eric) | Keko Musik                              | 3:22     |  |
| 9.    | «He tratado»                       | Noriega · Los Fantazticoz               | 3:38     |  |
| 10.   | «Quiere más»                       | Santana · Barbosa                       | 3:39     |  |
| 11.   | «Me pegué» (con Montana & Mora)    | Santana · Barbosa · Dexter & Mr. Greenz | 3:39     |  |
| 12.   | «No me conoces»                    | Naldo                                   | 3:30     |  |
| 13.   | «Pa'l barrio»                      | Walde                                   | 3:34     |  |
| 14.   | «Va y ven»                         | Santana                                 | 3:44     |  |
| 15.   | «Carita de Ángel (Bachata)»        | Santana                                 | 4:24     |  |
| 51:19 |                                    |                                         |          |  |

### Bonus track
| Formato digital |                     |                 |          |  |
| N.º             | Título              | Productor(es)   | Duración |  |
| 16.             | «La vecina (Salsa)» | Eliel · Santana | 3:19     |  |
| 54:38           |                     |                 |          |  |

| Formato físico |                   |               |          |  |
| N.º            | Título            | Productor(es) | Duración |  |
| 16.            | «Carita de Ángel» | Santana       | 3:08     |  |
| 54:27          |                   |               |          |  |

## Créditos y personal
Adaptado parcialmente desde AllMusic.
- Ángel Rivera, Christian Colón – Artista principal, compositor, productor.
- Juan Vidal – Productor ejecutivo.
- Gustavo López – Productor ejecutivo.
- María Inés Sánchez – A&R.
- Louis Martínez – Dirección de arte, fotografía.
- Tito Mamery – Director creativo, diseño.
- Ramón «Ray» Casillas – Ingeniero de audio.
- José “Hyde” Cotto – Ingeniero de audio, grabación, mezcla.
- Ronnie Torres – Ingeniero de audio.
- Frank Rodríguez – Ingeniero de audio.
- Juan J. Santana – Composición, producción (1, 3, 7, 10, 11, 14-16).
- José Barbosa – Composición, producción (1, 3, 10, 11).
- Josías de la Cruz – Composición, producción (2, 6).
- Marcos Masis – Producción (2).
- Julio de Diego (Junito) – Composición, producción (4).
- Félix Ortiz – Artista invitado, composición (4).
- Waldemar Sabat (Walde “The Beatmaker”) – Composición, producción (4, 13).
- Armando Rosario (Diesel) – Composición, producción (5).
- John Eric Calderón – Artista invitado, composición (8).
- José “Gocho” Torres – Artista invitado, composición (8).
- Hiram Cruz (Keko Musik) – Producción (8).
- Norgie Noriega – Composición, producción (9).
- Los Fantazticoz – Producción (9).
- Pedro Ortiz (Montana) – Artista invitado, composición (11).
- Frank Cruz Mora (Mora) – Artista invitado, composición (11).
- David Záizar Torres (Dexter) – Composición, producción (11).
- Melvin Maldonado (Mr. Greenz) – Composición, producción (11).
- Raúl Santiago – Composición (12).
- Arnaldo Santos – Composición, producción (12).
- Luigi Giraldo – Composición (14).
- Gonzalo López – Composición (15).
- Eliel Lind Osorio – Producción (16).

## Posicionamiento en listas
| Listas (2008)                        | Mejor posición |
| ------------------------------------ | -------------- |
| Estados Unidos (Heatseekers Albums)  | 15             |
| Estados Unidos (Latin Rhythm Albums) | 4              |
| Estados Unidos (Top Latin Albums)    | 18             |

| Lista (2008)                         | Posición |
| ------------------------------------ | -------- |
| Estados Unidos (Latin Rhythm Albums) | 13       |

| Lista (2009)                         | Posición |
| ------------------------------------ | -------- |
| Estados Unidos (Latin Rhythm Albums) | 19       |

## Premios y nominaciones
| Año  | Premios            | Categoría            | Resultado |
| ---- | ------------------ | -------------------- | --------- |
| 2009 | Premios Lo Nuestro | Álbum urbano del año | Nominado  |